# وروین (کمون)
وروین (به فرانسوی: Vervins) یک کمون در فرانسه است که در ان (ا-دو-فرانس) واقع شده‌است. وروین ۱۰٫۳۵ کیلومتر مربع مساحت دارد و ۱۴۷ متر بالاتر از سطح دریا واقع شده‌است.